# Kacyk kasztanowogłowy
Kacyk kasztanowogłowy (Icterus bonana) – gatunek małego lub średniej wielkości ptaka z rodziny kacykowatych (Icteridae). Występuje endemicznie na Martynice. Narażony na wyginięcie.

## Taksonomia
Gatunek po raz pierwszy zgodnie z zasadami nazewnictwa binominalnego opisał Karol Linneusz pod nazwą Oriolus Bonana. Opis ukazał się w 1766 roku w 12. wydaniu Systema Naturae. Obecnie gatunek przynależy do rodzaju Icterus. Pokrewieństwo z innymi gatunkami nie jest jasne. Według badań mtDNA nie jest to najbliższy krewny kacyka złotobrzuchego (I. laudabilis), choć dzieli je jedynie 27 km. Nazwa gatunkowa bonana pochodzi od francuskiego słowa banane, ponieważ ten gatunek (i pewna grupa zwana w języku angielskim Banana-bird) pojawia się na plantacjach bananowców.

## Morfologia
Długość ciała wynosi 19–21 cm, masa ciała dla jednego zbadanego osobnika 29 g. Pozostałe, przybliżone wymiary dla osobników z Muzeum Brytyjskiego: długość skrzydła 9,4 cm, długość ogona 8,9 cm. Długość skoku to około 2 cm. Wierzch ciała czarny. Głowa i szyja ciemnokasztanowe. Niższa część grzbietu brązowopomarańczowa. Gardło i pierś, podobnie jak głowa, kasztanowe. Pokrywy podskrzydłowe i nogawice pomarańczowe. Dziób i nogi czarne.

## Zasięg występowania
Kacyk kasztanowogłowy występuje endemicznie na Martynice, na obszarze około 1100 km². Wedle danych z 1998 roku zagęszczenie w środkowej części wyspy wynosi 2,4 osobnika na hektar. Gatunek występował początkowo poniżej 700 m, w lasach – od suchych po deszczowe, na ich obrzeżach i plantacjach; także w namorzynach i w miastach.

## Zachowanie
Pieśń, nieczęsto rejestrowana, to miękki szczebiot. Ptak odzywa się ostrym chiiu. Żeruje w roślinności, zjada owoce, w tym jagody, i owady, w tym mrówkowate, straszyki i gąsienice. Zazwyczaj przebywa samotnie, w parach lub grupach rodzinnych. Nie obserwowano ptaków żerujących dalej niż 100 m od gniazda, prawdopodobnie więc terytoria są małe.

## Lęgi
Okres lęgowy trwa od grudnia do lipca, ale zwykle rozpoczyna się w lutym. Gniazdo to płytki koszyczek ze splecionych włókien roślinnych oraz liści, mający kształt ¼ kuli, przytwierdzony pod dużym liściem. Zwykle ptak umieszcza je 2–4 m nad ziemią. Zniesienie liczy 2–3 jaja o kremowobiałej barwie z niebieskim odcieniem, na szerszym końcu pokryte brązowymi plamkami. Wysiadywanie trwa co najmniej 14 dni. Karmieniem piskląt oraz obroną gniazda zajmują się oboje rodzice; młode są w pełni opierzone po 15 dniach od wyklucia.

## Status zagrożenia
Przez IUCN od 2000 roku gatunek klasyfikowany jest jako narażony (VU, Vulnerable). Wcześniej miał status zagrożonego (EN, Endangered). Liczebność populacji szacowana jest na 6–15 tysięcy dorosłych osobników. Zagrożeniem dla gatunku jest pasożyt lęgowy – starzyk granatowy (Molothrus bonariensis), który prowadzi do niepowodzenia, w niektórych przypadkach, 3 na 4 lęgów. Ostatni spadek liczebności starzyka doprowadził do niewielkiego wzrostu populacji kacyka kasztanowogłowego.